# Joachim Fest
Joachim Clemens Fest, född 8 december 1926 i Berlin, död 11 september 2006 i Kronberg im Taunus, Hessen, var en tysk historiker, chefredaktör och författare.
Fest publicerade 1973 en omfattande biografi om Adolf Hitler. Det var även han som skrev boken Undergången (2002; filmen kom 2004), förlaga till den senare filmen med samma namn. Han var en av världens främsta kännare av nazismen och dess förgrundsgestalter.

## Böcker översatta till svenska
- Hitler, 1974 (Hitler: eine Biographie)
- Undergången: Hitler och slutet på Tredje riket, 2004 (Der Untergang)
- Hitler: en biografi, 2008 (uppdaterad utgåva av Hitler)
- Albert Speer: en biografi, 2009 (Speer: eine Biographie)